# 小行星10814
小行星10814（10814 Gnisvärd）是一颗绕太阳运转的小行星，为主小行星带小行星。该小行星于1993年3月发现。

## 轨道参数
小行星10814的轨道半长轴为475 124 244 km（3.1759642 UA），离心率为0.09。